# Lastovo
Pour l’article homonyme, voir Lastovo (Dubrovnik-Neretva).
Lastovo (en italien Lagosta, en dalmate Lagusta, en latin Augusta, en grec Ladestanos, en illyrien Ladest) est une île de Croatie située dans la mer Adriatique et rattachée au comitat de Dubrovnik-Neretva. 

## Géographie

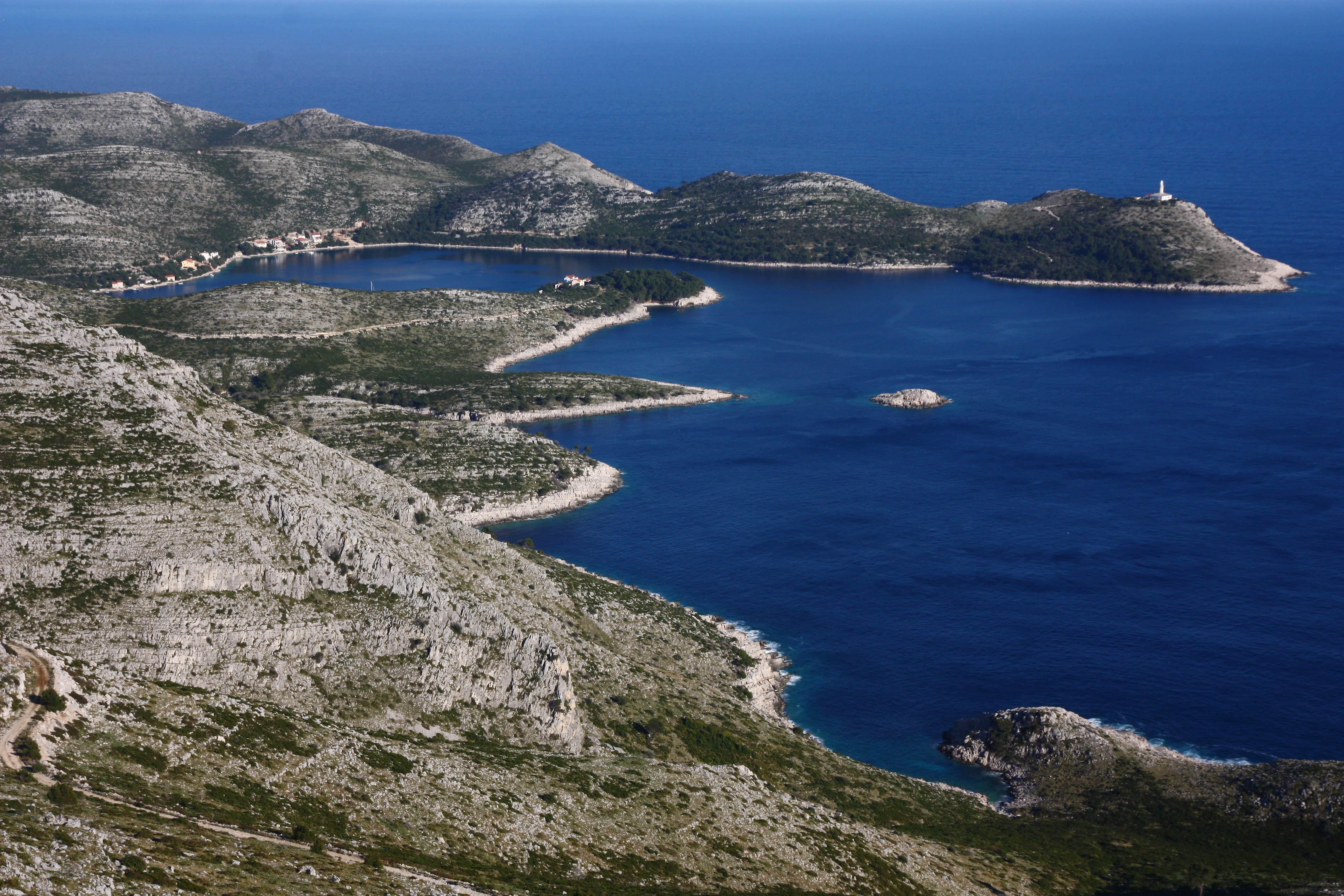
Lastovo, dans le Park prirode Lastovsko otočje. Avril 2011.

L'île, d'une superficie de 41 km2, a une population de 835 habitants, composée à 93 % de croates (les italiens ont été chassés en 1946). La municipalité est sensiblement plus grande puisqu'elle inclut 46 îles et îlots couvrant une surface d'approximativement 56 km2. Lastovo fait partie de l'archipel des îles dalmates méridionales (Južnodalmatinski ostrova). Son point culminant est le pic Pleševo (« chauve », 417 m d'altitude) ; ses dimensions sont d'environ 9,8 km de large sur 5,8 km de long et sa circonférence est de 49 km.

## Histoire
L'île de Lastovo, comme le reste de la Dalmatie, a été fréquentée par les grecs, conquise par les romains, héritée par les romains d'Orient puis par les vénitiens au XIe siècle, les français en 1809, les autrichiens en 1815, les italiens en 1918 et la Yougoslavie en 1946, avant d'être une partie de la Croatie indépendante en 1991.
Peuplée d'Illyriens dans l'Antiquité, romanisée au IIe siècle, elle accueille aussi des pêcheurs (et pirates) Slaves méridionaux au VIIe siècle, lors des grandes migrations.